# Bailador (toro)

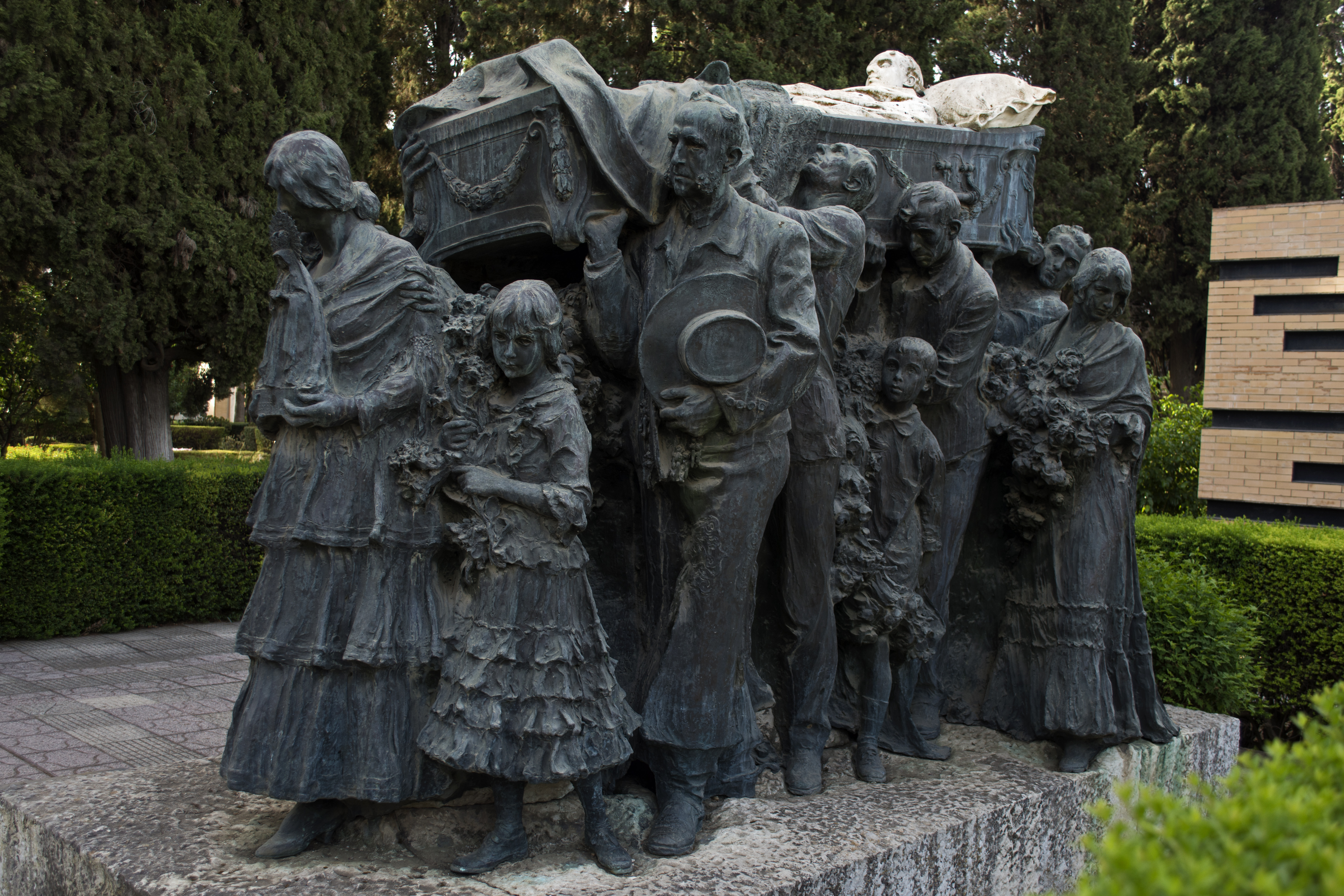
Monument funerari de Joselito, a qui Bailador donà mort a la Plaça de Braus de Talavera de la Reina.

Bailador o Bailaor (1915-1920) és el nom del brau de 260 kg i pelatge negre de la ramaderia Viuda de Ortega que va provocar la mort del torero sevillà Joselito "El Gallo" la tarda del 16 de maig de 1920 a la plaça de braus de Talavera de la Reina, província de Toledo.
Bailador, va ser en cinquè brau de la tarda, petit i bast, segons el descrigué el crític taurí Gregorio Corrochano. Es diu que Bailador tenia discapacitat visual, veient de lluny però no de prop. Segons els relats, Bailador arrancà a córrer mentre Joselito arreglava la muleta. El brau no seguí l'engany, enganxant al torero i llençant-lo a l'aire, clavant-li una de les cornamentes al ventre.
La mort de Joselito impactà l'opinió pública al tractar-se d'un dels principals toreros de tots els temps i a l'edat de 25 anys. Els funerals van ser multitudinaris.